# Devadesát tři
Devadesát tři (1874, Quatrevingt-treize) je romantický historický román francouzského prozaika, dramatika a básníka Victora Huga. Jedná se o poslední autorův román. Je pojmenován podle roku 1793, což byl jeden z nejdramatičtějších roků Velké francouzské revoluce. V románu je zachycen historický zlom, který změnil revoluční hnutí a jeho ideály v období teroru. V textu se tak objevují úvahy o svobodě a právu, popis složitosti a roztříštěnosti revolučního procesu i obecné principy, platné pro další revoluce.

## Obsah románu
Historickým pozadím, na kterém se román odehrává, je rolnické povstání ve Vendée a povstání šuanů v Bretani. Děj začíná průzkumem bretaňského lesa republikánským oddílem Červené čapky, při kterém vojáci najdou nebožačku Michelle Fléchardovou se třemi malými dětmi. Markytánka ji zachrání před smrtí a vojáci se Michelle i s dětmi ujmou.
Tou dobou se do Francie po moři tajně vrací markýz Lantenac, na kterého je republikány vypsána odměna a kterého povstalci chtějí i přes jeho vysoký věk za svého vůdce. Na lodi dojde k nehodě s dělem, které se z nedbalosti jednoho vojáka uvolní a loď zdemoluje. Dělostřelci se sice podaří dělo znovu upevnit, ale ostatní děla jsou zničena a loď je dokonce na několika místech proražena. Lantenac nejdříve provinilého vojáka nechá vyznamenat za statečnost a pak ho nechá zastřelit za nedbalost. Loď pak byla obklíčena republikánskou flotilou, ale markýzovi se povedlo nepozorovaně uniknout. Na břehu ho pozná starý žebrák Tellmarch a z vděčnosti za dřívější almužny jej nechá u sebe přespat. Ráno markýz nalezne royalistický pluk a stane se jeho velitelem. Nechá vypálit vesnici, ve které se ukrývají Červené čapky, a společně s muži jsou zastřeleni i markytánka a Michelle. Její děti jsou odvedeny roajalisty pryč jako rukojmí. Tellmarch zjistí, že Michelle je jen těžce zraněna a vyléčí ji.

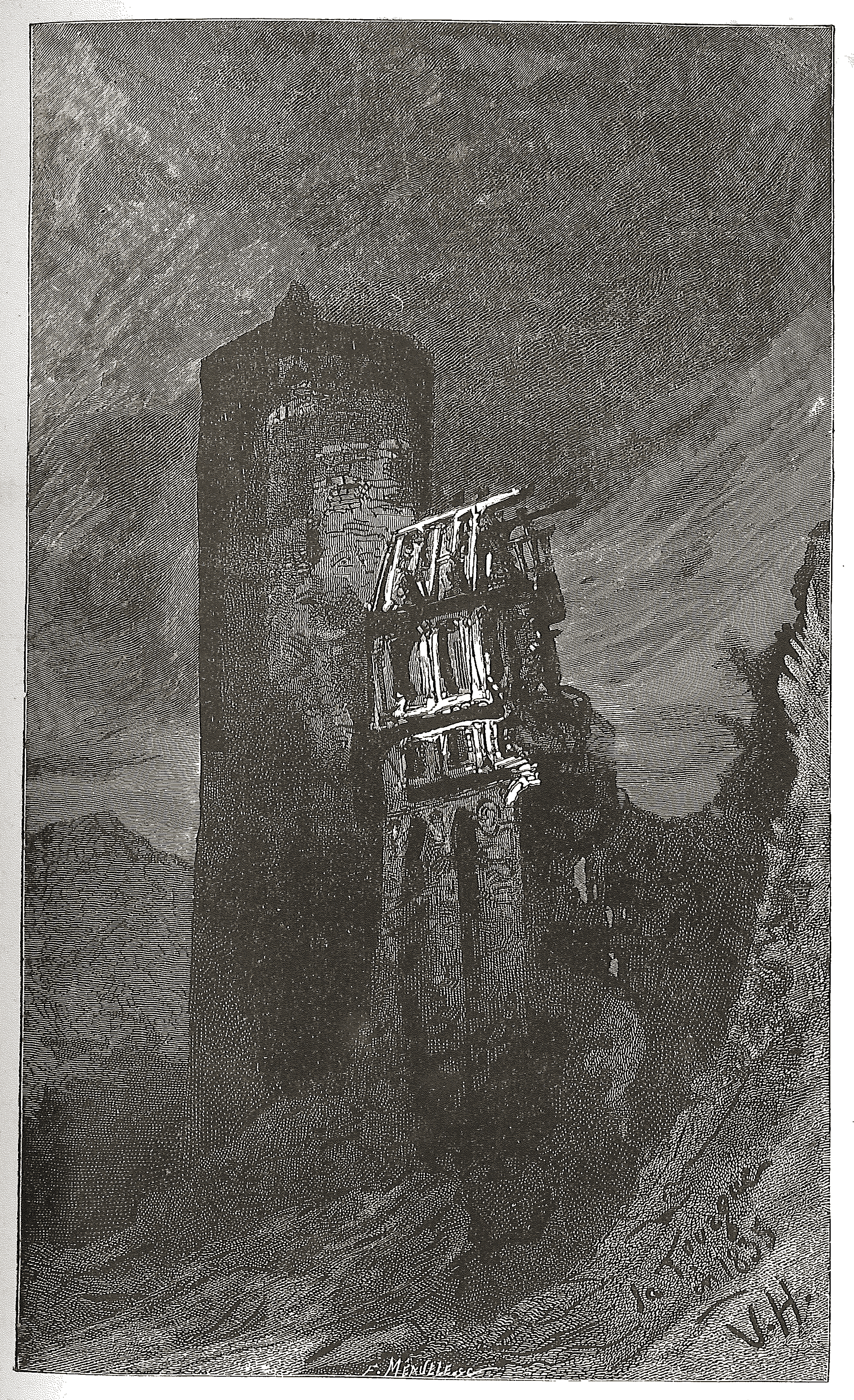
Pevnost Torgue, ilustrace z roku 1874.

V Paříži rozebírají aktuální situaci Robespierre, Danton a Marat. Marat vidí hlavního nepřítele revoluce uvnitř a chce nastolit diktaturu. Všichni tři se však obávají toho, že se roajalisté spojují pod vedením markýze Lantenaca. Vysílají proto k veliteli revolučních vojsk, jejichž cílem je Lantenaca porazit a zabít, zvláštního zmocněnce konventu Cimourdaina. Důvodem je, že velitel připadá vůdcům revoluce příliš mírný.
Cimourdain je bývalý kněz a nyní člen jedné z nejradikálnějších revolucionářských skupin. Jako zvláštní zmocněnec má neomezenou moc nad životem a smrtí velitele vojsk a může jej nechat za nedostatečnou tvrdost i popravit. Není mu proto příliš milé, když zjistí, že oním velitelem je bývalý vikomt Gauvain, Lantenacův prasynovec, jehož byl vychovatelem a kterého miluje jako vlastního syna.
V bitvě u Dol je Lantenac Gauvainem přes početní převahu poražen a uchýlí se do pevnosti Torgue, což je místo, kde Gauvain vyrůstal. Má s sebou pouhých devatenáct mužů a také tři Michelliny děti, jejichž zabitím hrozí. Gauvainovi vojáci se postupně dostávají dovnitř pevnosti, ale markýzovi vojáci odhalí tajnou chodbu a uprchnou. Nezapomenu však zapálit doutnáky, které mají pevnost vyhodit do povětří. V pevnosti ponechají děti, které mají zemřít. Lantenac, který je již v bezpečí lesa, zaslechne žalostné výkřiky Michelle, která se rovněž se zbytky Červených čapek zúčastní dobývání pevnosti. Zvítězí v něm lidskost, vrátí se zpátky a s nasazením života děti vynese z ohně. Potom je zajat, uvězněn a odsouzen k smrti.
Gauvain je však přesvědčen, že stejná lidskost, která zvítězila v markýzovi, má zvítězit i na straně revoluce. Po těžkém rozhodování nechá Lantenaca odejít z jeho cely ve svém oblečení a sám zaujme jeho místo. Ráno je odsouzen k smrti. Přes prosby o milost od některých vojáků je Cimourdain neoblomný. V noci před popravou spolu oba muži, představující dvě tváře revoluce, diskutují. Bývalý kněz je nelítostný a krutý, bývalý šlechtic zase soucítí s poraženými a chce je přesvědčit nejen zbraněmi, ale také lidskostí. Ráno je Gauvain popraven a ve chvíli, kdy mu gilotina srazí hlavu, si Cimourdain prostřelí srdce. Oba tak zahynou pro rozpory mezi věrností revoluci a osobními city.

## Filmové adaptace

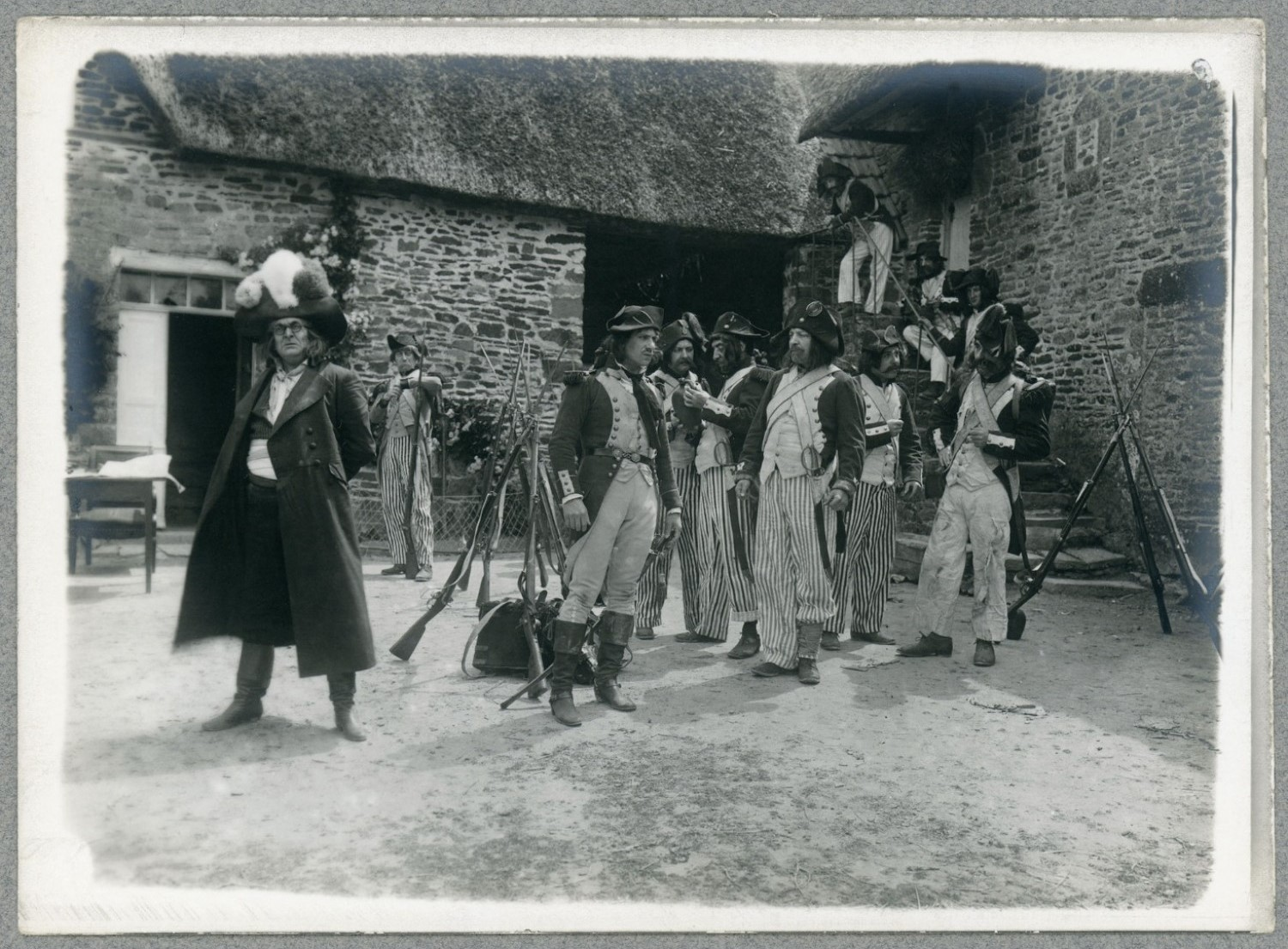
Quatre-vingt-treize, francouzský němý film z roku 1920

- Quatre-vingt-treize (1920, Devadesát tři), francouzský němý film, režie André Antoine, Léonard Antoine a Albert Capellani.[2]
- Quatre-vingt-treize (1962, Devadesát tři), francouzský televizní film, režie Alain Boudet.[2]

## Česká vydání
- Devadesát tři, Jan Otto, Praha 1874, přeložil Karel Chudoba, znovu 1902.
- Devadesát tři, Antonín Svěcený, Praha 1923, přeložil František Václav Krejčí, znovu 1927
- Devadesát tři, Komunistické nakladatelství, Praha 1926, přeložila Helena Malířová.
- Devadesát tři, Ladislav Šotek, Praha 1927, přeložil Jan Střelba.
- Devadesát tři, Henning Franzen, Praha 1928, přeložila Pavla Moudrá, znovu Mars, Praha 1931.
- Devadesát tři, Přítel knihy, Praha 1928, přeložil Zdeněk Hanuš.
- Devadesát tři, SNDK, Praha 1953, pro mládež přeložil a upravil Vladimír Neff.
- Devadesát tři, Melantrich, Praha 1952, přeložili Milena a Josef Tomáškovi, znovu SNKLHU, Praha 1953 a 1955, Mladá fronta, Praha 1958, Naše vojsko, Praha 1967, Odeon, Praha 1978 a 2002 a Práce, Praha 1986.
- Devadesát tři, Beta-Dobrovský, Praha 2013, přeložila Helena Malířová.